# Барака зустрічає Бараку
«Барака зустрічає Бараку» (араб. بركة يقابل بركة, Barakah Yoqabil Barakah) — комедійний фільм Саудівської Аравії, знятий Махмудом Саббагом. Світова прем'єра стрічки відбулась 12 лютого 2016 року на Берлінському міжнародному кінофестивалі. Фільм розповідає про Бібі, дівчину західного способу життя, та Барака, звичайного поліцейського, які знайомляться під час фотосесії.
Фільм був висунутий Саудівською Аравією на премію «Оскар» за найкращий фільм іноземною мовою.

## У ролях
- Хішам Фагех — Барака
- Фатіма Аль-Банаві — Барака / Бібі
- Самі Хіфнай — Дааш

## Визнання
| Нагороди та номінації фільму «Барака зустрічає Бараку» | Нагороди та номінації фільму «Барака зустрічає Бараку» | Нагороди та номінації фільму «Барака зустрічає Бараку» | Нагороди та номінації фільму «Барака зустрічає Бараку» | Нагороди та номінації фільму «Барака зустрічає Бараку» | Нагороди та номінації фільму «Барака зустрічає Бараку» |
| Рік                                                    | Кінопремія / Кінофестиваль                             | Категорія / Нагорода                                   | Номінант                                               | Результат                                              |                                                        |
| ------------------------------------------------------ | ------------------------------------------------------ | ------------------------------------------------------ | ------------------------------------------------------ | ------------------------------------------------------ | ------------------------------------------------------ |
| 2016                                                   | Берлінський міжнародний кінофестиваль                  | Приз екуменічного журі («Форум»)                       | «Барака зустрічає Бараку»                              | Перемога                                               |                                                        |
| 2016                                                   | Берлінський міжнародний кінофестиваль                  | Найкращий дебютний фільм                               | «Барака зустрічає Бараку»                              | Номінація                                              |                                                        |